# Złoto dla naiwnych: Z powrotem w siodle
Złoto dla naiwnych: Z powrotem w siodle (ang. City Slickers 2: The Legend of Curly's Gold) – amerykańska komedia z 1994 roku w reżyserii Paula Weilanda.
Kontynuacja filmu Sułtani westernu z 1991 roku.

## Opis fabuły
Mitch Robbins (Billy Crystal), szef nowojorskiej stacji radiowej, w kapeluszu otrzymanym w spadku po kowboju Curlym znajduje mapę z zaznaczonym miejscem ukrycia skarbu. Jest ona wiarygodna, bo ojciec Curly'ego był organizatorem słynnego napadu na pociąg. Zrabowane złoto nigdy nie zostało odnalezione. Wkrótce Mitch wraz ze swoim bratem i kumplem rusza na poszukiwanie fortuny. Dołącza do nich krewny zmarłego rewolwerowca.

## Obsada
- Billy Crystal jako Mitch Robbins
- Daniel Stern jako Phil Berquist
- Jon Lovitz jako Glen Robbins
- Jack Palance jako Duke Washburn
- Patricia Wettig jako Barbara Robbins
- Noble Willingham jako Clay Stone
- Pruitt Taylor Vince jako Bud
- Bill McKinney as Matt
- Josh Mostel jako Barry Shalowitz
- David Paymer jako Ira Shalowitz
- Lindsay Crystal jako Holly Robbins
- Beth Grant jako Lois

i inni